# ニューヨーク・ジャズ・カルテット
ニューヨーク・ジャズ・カルテット（New York Jazz Quartet）は、ピアニストのローランド・ハナによって結成された。最初はフルート奏者のヒューバート・ロウズ、ベーシストのロン・カーター、ドラマーのビリー・コブハムで構成され、1974年にラインナップはフランク・ウェス、ベーシストのジョージ・ムラーツ、ドラマーのベン・ライリーに変更された。リッチー・プラットとグラディ・テイトもグループに貢献した。1972年から1982年にかけて、グループはInner City Records、Enja Records、Salvation、Sonet Recordsといったレーベルのためにレコーディングした。

## ディスコグラフィ

### アルバム
- 『ライブ・イン・ジャパン』 - In Concert In Japan (1975年、Salvation) ※ローランド・ハナ、ロン・カーター、ベン・ライリー、フランク・ウェス
- Song of the Black Knight (1977年、Sonet) ※ローランド・ハナ、ジョージ・ムラーツ、リッチー・プラット、フランク・ウェス
- 『サージ』 - Surge (1977年、Enja) ※ローランド・ハナ、ジョージ・ムラーツ、リッチー・プラット、フランク・ウェス
- 『ブルース・フォー・サーカ』 - Blues for Sarka (1978年、Enja) ※ローランド・ハナ、ジョージ・ムラーツ、グラディ・テイト、フランク・ウェス
- New York Jazz Quartet in Chicago (1981年、Bee Hive) ※ローランド・ハナ、ジョージ・ムラーツ、ベン・ライリー、フランク・ウェス
- 『オアシス』 - Oasis (1981年、Enja) ※ローランド・ハナ、ジョージ・ムラーツ、ベン・ライリー、フランク・ウェス